# Batha (jednotka)
Batha je stará jednotka objemu používaná v Sýrii. Někdy se nazývala rovněž názvem artaba, což byla ovšem rovněž samostatná fyzikální jednotka. (Viz artaba).
Převodní vztahy:
- 1 batha = 36,7 l = 108 kotyle